# 大阪国际大学短期大学部
大阪国际大学短期大学部（日语：／ Osaka Kokusai Daigaku Tanki Daigakubu *）是一所位于日本大阪府守口市的私立短期大学。

## 概要

### 简介
- 学校最早可以追溯到1929年[1]、短期大学为于1962年开办[1]、由学校法人大阪国际学园经营。前招収只女学生、现在男女同校[2]。开始招収男学生从2008年[1]。

### 历史
- 1962年 帝国女子短期大学成立并同时设置一个学科即经家政科[1]。
- 1963年 英文科成立[1]。
- 1976年 幼儿教育科成立[1]。
- 1984年 国际文化学科成立[1]。
- 1989年 英文科变更为英语科[3]。
- 1992年 改校名为大阪国际女子短期大学[1]。
- 1996年 英语科招生最后、次年停止招生[3]。
- 1999年 今年12月22日英语科正式停办[3]。
- 2002年 改校名为大阪国际大学短期大学部[1]。
- 2005年 幼儿教育科变更为幼儿保育学科[1]。
- 2007年 国际文化学科招生最后、次年停止招生[3]。
- 2008年 家政科变更为生活设计总合学科[注 1]。开始招収男学生于幼儿保育学科。
- 2010年 今年5月28日国际文化学科正式停办[3]。

### 宪章
- 请参看大阪国际大学短期大学部的标志 （页面存档备份，存于） （日語） 2014年1月20日阅览。

## 学校环境
- 校区：在大阪府守口市

## 历任校长
- 奥田政三：第一代短期大学校长[4]。
- 北川俊光：现在短期大学校长[5]

## 组织

### 学科
- 生活设计总合学科[注 1]
- 幼儿保育学科

### 前学科
- 家政科
- 英语科[注 2]
- 幼儿教育科
- 国际文化学科[注 3]

### 专科
| - 没有 |

### 业余课程
| - 没有 |

### 附属机关
| - 图书馆 - 地域协动中心 - 语言学教育中心 |

## 相关链接
- 日本短期大学列表
- 大阪国际大学